# Pałac Paca w Warszawie

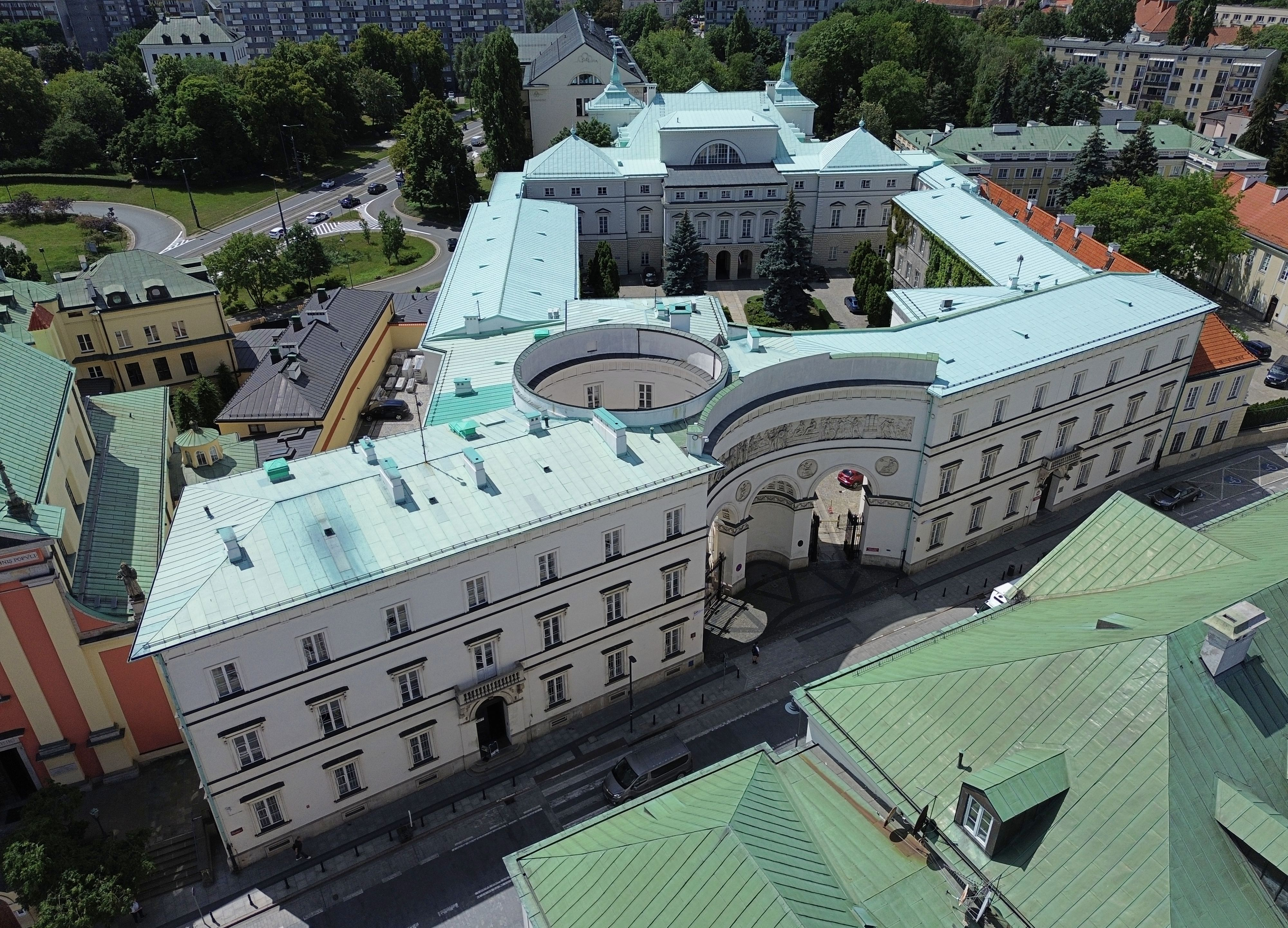
Pałac Paca

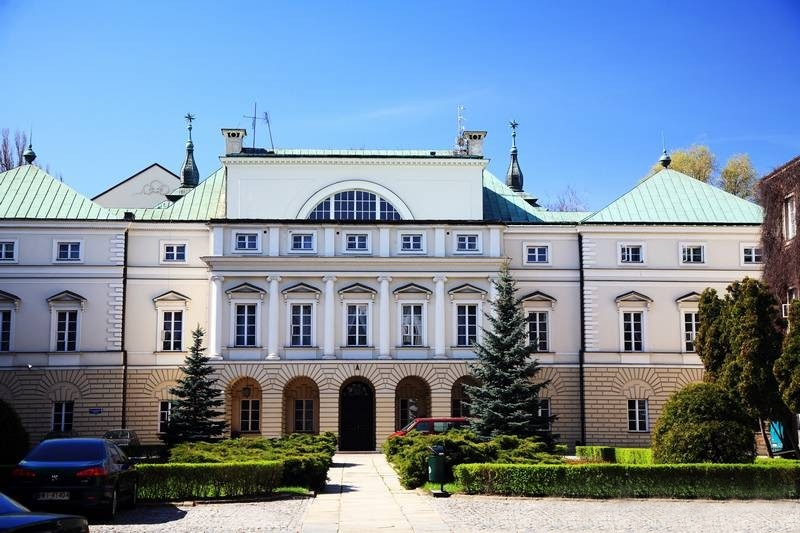
Elewacja klasycystyczna od strony dziedzińca

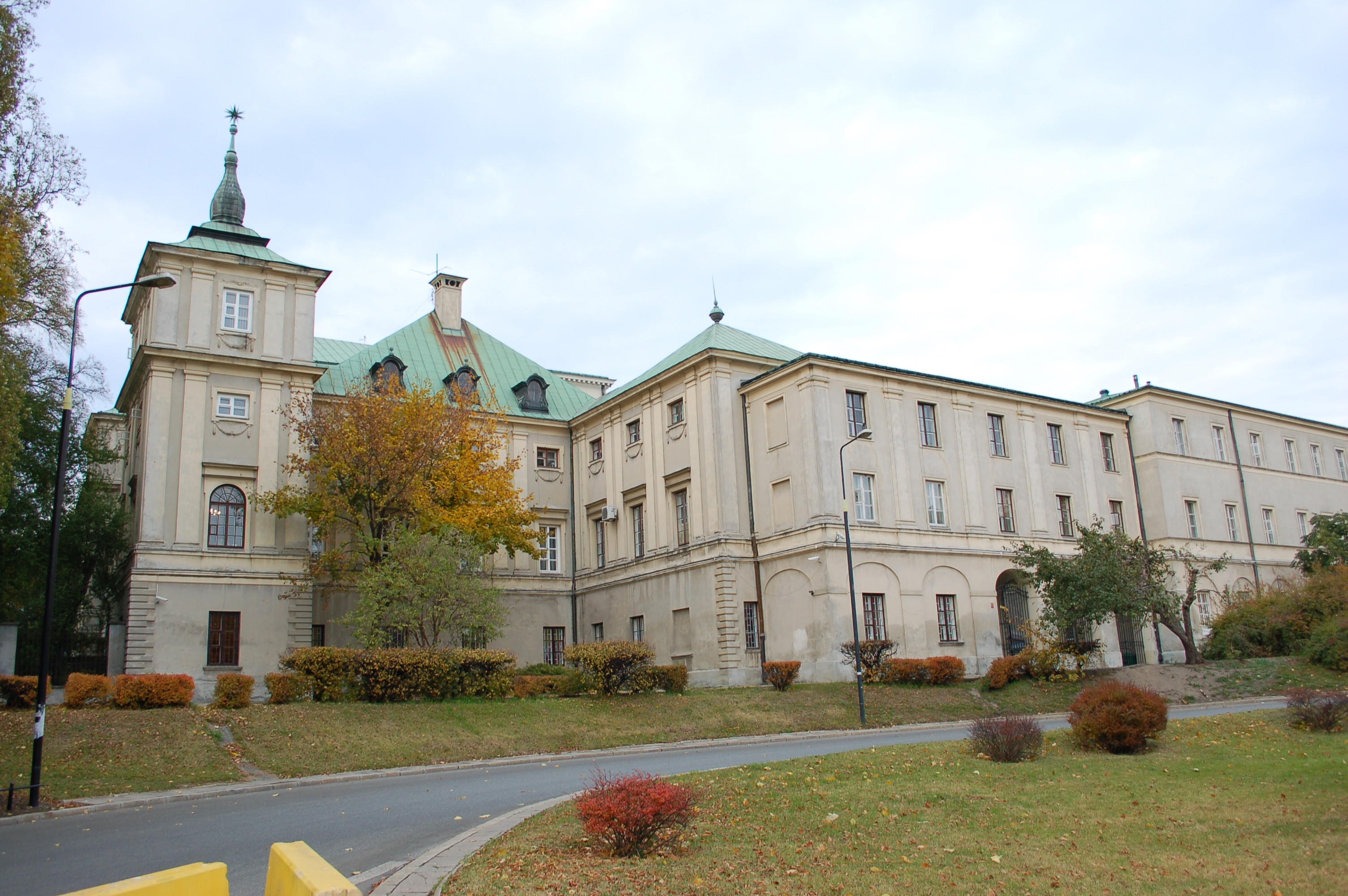
Fragment barokowej elewacji ogrodowej

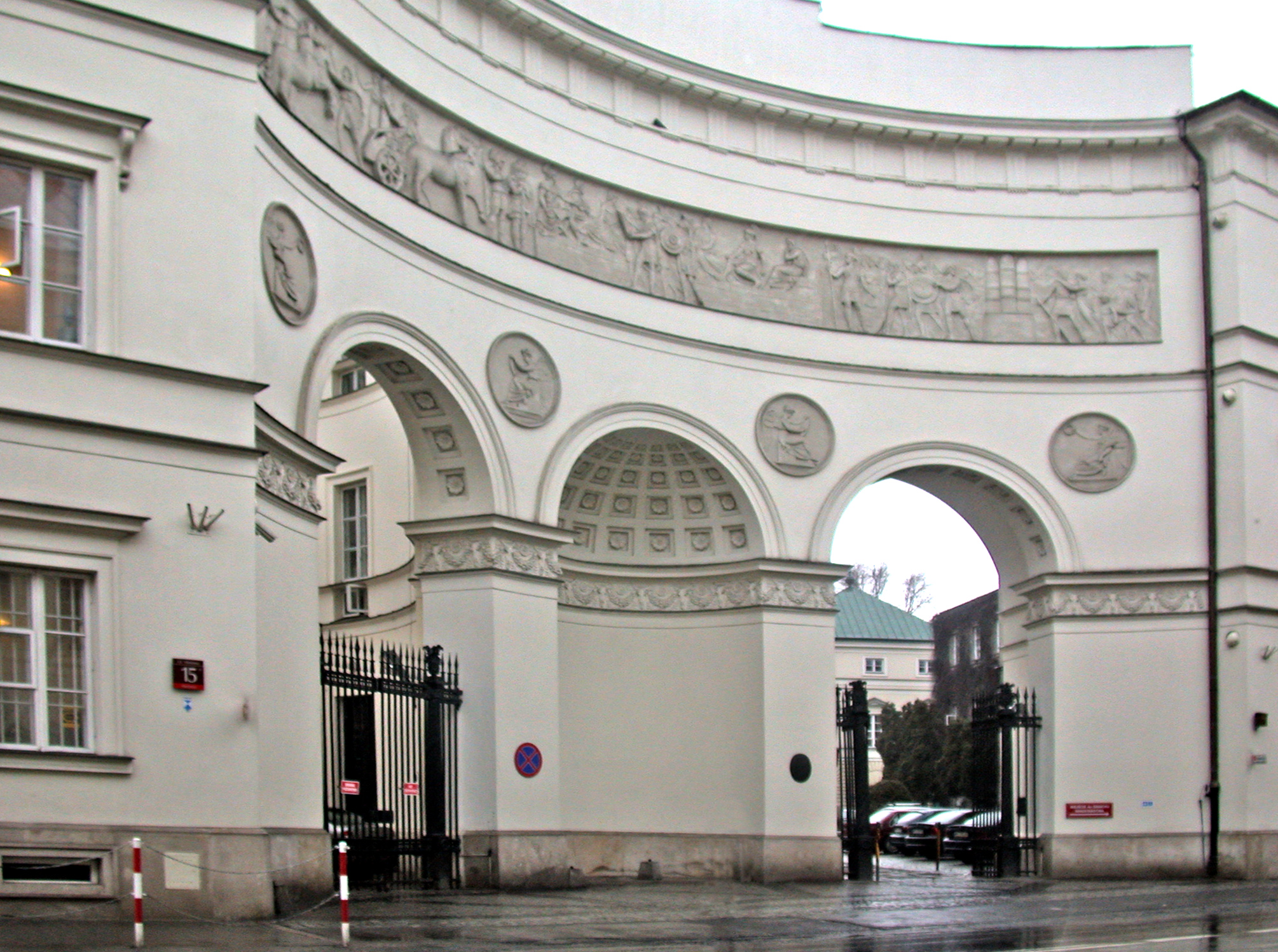
Brama pałacowa przy ulicy Miodowej

Pałac Paca – pałac w stylu późnoklasycystycznym, znajdujący się przy ul. Miodowej 15 w Warszawie. Pałac posiada cztery skrzydła i dwa dziedzińce, z których mniejszy ma rzadko spotykany narys kolisty.

## Historia
Pałac został zbudowany w latach 1681–1687 w stylu barokowym na polecenie Dominika Mikołaja Radziwiłła według projektu Tylmana z Gameren. Był własnością rodziny Radziwiłłów do początku XIX wieku, z przerwą w latach 1744–1759 kiedy to należał do biskupa Andrzeja Stanisława Załuskiego i Józefa Andrzeja, jego brata. Dla nich około 1757 wzniesiono nowe oficyny przy ul. Miodowej według projektu Jakuba Fontany. W latach 1762–1775 pałac był dzierżawiony przez Michała Fryderyka Czartoryskiego). 
W pałacu często bywał Stanisław August Poniatowski. 3 listopada 1771, podczas powrotu z tego pałacu na Zamek Królewski, został porwany przez konfederatów barskich.
W czasie walk z wojskami rosyjskimi podczas Insurekcji kościuszkowskiej w 1794 roku pałac został uszkodzony. W latach 1807–1809 w zaniedbanym budynku mieściły się koszary wojskowe i lazaret. 
Na początku 1821 roku w pałacu odbyła się potajemna uroczystość wprowadzenia polskich poetów romantycznych, Seweryna Goszczyńskiego i Józefa Bohdana Zaleskiego, do Związku Wolnych Polaków. Scenę tę opisał Goszczyński w wierszu Rejtan (1824). W roku 1823 pałac kupił generał Ludwik Michał Pac, dla którego w latach 1824–1828 został przebudowany według projektu Henryka Marconiego w stylu klasycystycznym. W środkowej części architekt umieścił sześciokolumnowy portyk; zbudował także skrzydła boczne i dwupiętrowe pawilony od strony ul. Miodowej, w miejsce wcześniejszych oficyn, połączone przez trójarkadową, półkolistą bramę. Na potrzeby przebudowy pałacu Pac sprowadził z Berlina rzeźbiarza Ludwika Kauffmanna, który wykonał m.in. płaskorzeźbiony fryz ponad arkadami, umieszczony we wnęce od strony ul. Miodowej. Dzieło zatytułowane „Tytus Flamininus ogłaszający wolność miast greckich na igrzyskach w Koryncie” uchodzi za jedną z najwybitniejszych rzeźb neoklasycystycznych zrealizowanych w Warszawie. Jego autorstwa są również rzeźby wodzów rzymskich zdobiące elewację pałacu, wykonane w latach 1823–1830. We wnętrzach pałacu urządzono Salę Gotycką i Mauretańską.
Generał Pac wziął udział w powstaniu listopadowym, za co w roku 1835 jego majątek wraz z pałacem został skonfiskowany. Przebudowano jego wnętrza pod kierunkiem Stefana Balińskiego. W latach 1848–1875 w budynku mieściła się siedziba Rządu Gubernialnego. W latach 1875–1939 pałac był siedzibą stołecznego Sądu Okręgowego. W grudniu 1922 roku w Sali Kolumnowej odbył się proces Eligiusza Niewiadomskiego. W 1925 roku pod kierunkiem architekta Oskara Sosnowskiego przeprowadzono restaurację pałacu, wyburzając XIX-wieczne przybudówki i schody tarasowe od strony ogrodu.
Pałac częściowo został zburzony podczas II wojny światowej. Odbudowano go w latach 1948–1951 według projektu Czesława Konopki i Henryka Białobrzeskiego, przy czym elewację od strony dziedzińca odbudowano według projektów Marconiego, a elewację ogrodową według zmodyfikowanego oryginalnego barokowego projektu Tylmana z Gameren. Jest obecnie siedzibą Ministerstwa Zdrowia.

## Architektura
Przed pałacem znajduje się klasycystyczna brama o półkolistym kształcie z fryzem nad dwiema arkadami i niszą pomiędzy nimi. Budynek został zbudowany na planie kwadratu, w narożnikach posiada cztery pawilony, które od strony ogrodu zwieńczone są barokowymi hełmami. Elewacja od strony dziedzińca od ul. Miodowej utrzymana jest w stylu klasycystycznym z portykiem, natomiast elewacja od strony ogrodu jest barokowa i pochodzi z końca XVII wieku.